# Elektromobilność

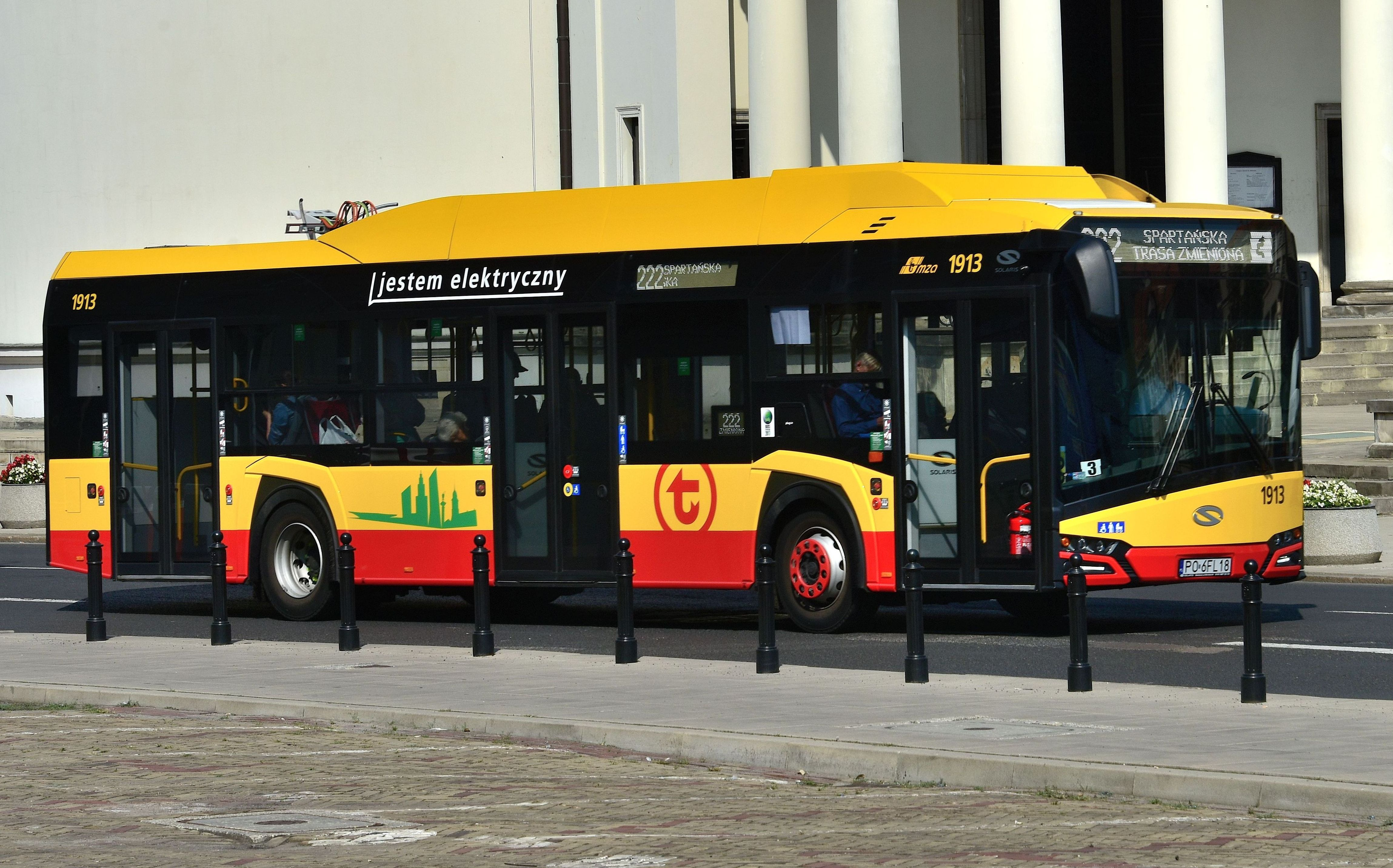
Elektryczny autobus Solaris Urbino 12 electric na placu Trzech Krzyży w Warszawie

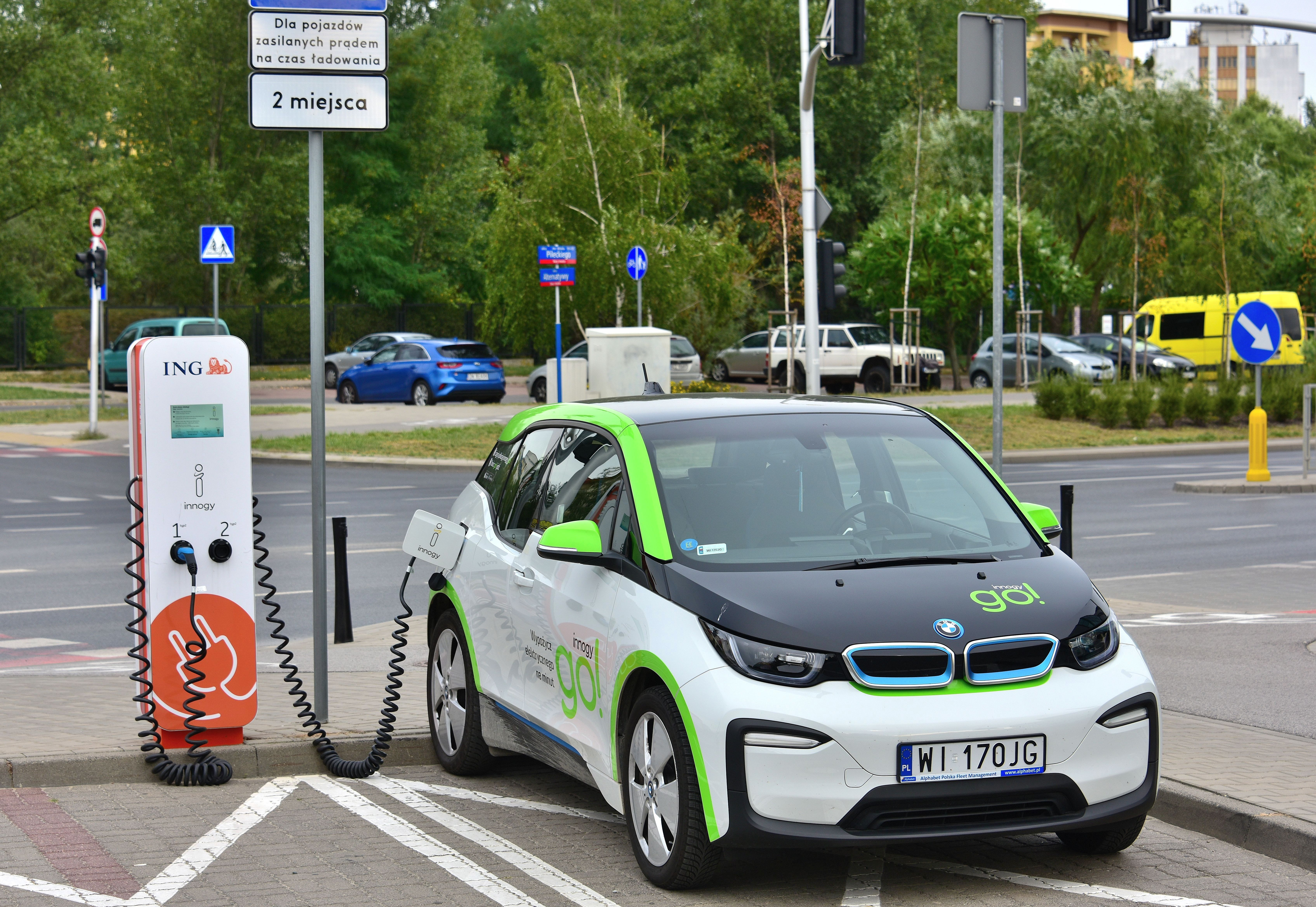
Punkt ładowania samochodu elektrycznego InnogyGO! przy ul. rtm. W. Pileckiego w Warszawie

Elektromobilność – całokształt zagadnień związanych ze stosowaniem pojazdów z napędem elektrycznym (ang. electric vehicles, w skrócie EV).
Pojęcie „elektromobilność” odnosi się zarówno do technicznych i eksploatacyjnych aspektów dotyczących EV, technologii oraz infrastruktury ładowania, jak również kwestii społeczno-gospodarczo-prawnych związanych z projektowaniem, produkcją, nabywaniem i używaniem pojazdów elektrycznych.

## Elektromobilność na świecie
Rządy wielu państw wprowadzają regulacje prawne mające zachęcać klientów do nabywania pojazdów napędzanych prądem m.in. system dopłat, który funkcjonuje już w 17 europejskich krajach np. w Niemczech, Francji, Wielkiej Brytanii, Hiszpanii, Rumunii oraz Słowenii. Na Starym Kontynencie prym pod względem wspierania nabywców EV wiedzie Norwegia. W czerwcu 2017 r. samochody elektryczne stanowiły tam 42% nowo zarejestrowanych pojazdów. Nabywcy EV w Norwegii zwolnieni są m.in. z 25% podatku VAT przy zakupie, którym obciążone są samochody spalinowe oraz z opłat administracyjnych należnych za rejestrację pojazdu i przejazdy płatnymi autostradami. Uiszczają podatek drogowy w obniżonej wysokości, a w niektórych regionach kraju nie muszą płacić za parkowanie, mogą także korzystać z pasów dla autobusów. W przyszłości do popularyzacji pojazdów elektrycznych przyczynią się plany rządów niektórych państw, które zapowiedziały wprowadzenie zakazu sprzedaży samochodów spalinowych – Norwegia od 2025 r., Indie do 2030 r., a Francja i Wielka Brytania do 2040 r. Prognozy zakładają ponadto, że w najbliższych latach będą spadać ceny baterii litowo-jonowych, a wraz z nimi będą się zmniejszać koszty zakupu EV. Znacznej rozbudowie ulegnie także sieć stacji ładowania. Według niektórych przewidywań do 2040 r. po drogach na świecie może się poruszać nawet 530 milionów samochodów elektrycznych.

## Elektromobilność w Polsce
16 marca 2017 r. polski rząd Beaty Szydło przyjął Plan Rozwoju Elektromobilności. Celem Planu jest stworzenie warunków dla rozwoju elektromobilności w Polsce, rozwój przemysłu związanego z tym sektorem oraz stabilizacja sieci elektroenergetycznej. Zgodnie z Planem rozwój elektromobilności powinien następować w trzech fazach, które będzie różnicował stopień dojrzałości rynku oraz niezbędne zaangażowanie państwa. Pierwsza faza będzie miała charakter przygotowawczy i potrwa do 2018 roku: stworzone zostaną warunki rozwoju elektromobilności po stronie regulacyjnej oraz ukierunkowane finansowanie publiczne. W drugiej fazie (2019-2020) w wybranych aglomeracjach zbudowana zostanie infrastruktura zasilania pojazdów elektrycznych: zintensyfikowane zostaną zachęty do zakupu pojazdów elektrycznych. Oczekiwana jest komercjalizacja wyników badań z obszaru elektromobilności rozpoczętych w fazie I oraz wdrożenie nowych modeli biznesowych upowszechnienia EV. W trzeciej fazie (2020-2025) zakłada się, że rynek elektromobilności osiągnie dojrzałość, co umożliwi stopniowe wycofywanie instrumentów wsparcia.
27 kwietnia 2017 r. Ministerstwo Energii przedstawiło projekt Ustawy o elektromobilności i paliwach alternatywnych, której celem jest pobudzenie rozwoju elektromobilności oraz zastosowania innych paliw alternatywnych (gazu ziemnego w formie LNG i CNG) w sektorze transportowym w Polsce. Akt określa ramy prawne dla rozbudowy infrastruktury ładowania samochodów elektrycznych oraz tankowania CNG i LNG. Ustawa ma zaimplementować do polskiego porządku prawnego postanowienia dyrektywy Parlamentu Europejskiego i Rady 2014/94/UE z dnia 22 października 2014 r. w sprawie rozwoju infrastruktury paliw alternatywnych.
Ustawa z dnia 11 stycznia 2018 r. o elektromobilności i paliwach alternatywnych (Dz.U. z 2024 r. poz. 1289) zaczęła obowiązywać 22 lutego 2018 roku, wprowadzając m.in. możliwość darmowego parkowania w strefach płatnego parkowania oraz korzystania z tzw. buspasów przez samochody z napędem wyłącznie elektrycznym jako zachęty do wykorzystywania tego rodzaju pojazdów.
Według badań przeprowadzonych przez Polskie Stowarzyszenie Paliw Alternatywnych głównymi przeszkodami w rozwoju elektromobilności w Polsce są obecnie wysokie koszty zakupu samochodów elektrycznych, brak odpowiedniej infrastruktury ładowania oraz ograniczony zasięg pojazdów napędzanych prądem.
Według prognoz Obserwatorium Rynku Paliw Alternatywnych ORPA.PL, ceny samochodów elektrycznych zaczną zrównywać się w Polsce z cenami samochodów z napędem tradycyjnym w latach 2026–2029. Wpływ na to ma mieć postępujący rozwój technologii, w tym głównie spadające ceny baterii oraz efekt skali produkcji, który przełoży się na bardziej przystępną ofertę koncernów. Zbiegnie się to w czasie ze wzrostem popytu w Polsce, możliwym dzięki rozwiniętej infrastrukturze ładowania i rządowemu systemowi wsparcia.